# Onthophagus arcifer
Onthophagus arcifer är en skalbaggsart som beskrevs av D'orbigny 1904. Onthophagus arcifer ingår i släktet Onthophagus och familjen bladhorningar. Inga underarter finns listade i Catalogue of Life.